# Harder Than the Rest
Harder Than the Rest è un album dei Culture, pubblicato dalla High Note Records nel 1978.

## Tracce
Brani composti da Joseph Hill, Kenneth Paley (Kenneth Dayes), Albert Walker
Lato A
1. Behold – 4:34
2. Holy Mount Zion – 3:37
3. Stop the Fussing and Fighting – 4:45
4. Iron Sharpening Iron – 3:50
5. Vacancy – 3:45

Durata totale: 20:31
Lato B
1. Tell Me Where You Get It – 4:08
2. Free Again – 2:49
3. Work on Natty – 3:53
4. Love Shine Bright – 4:02
5. Play Skilfully – 4:10

Durata totale: 19:02

## Formazione
- Joseph Hill - voce solista
- Kenneth Paley (Kenneth Dayes) - armonie vocali
- Albert Walker - armonie vocali

Musicisti aggiunti
- Ranchie (Bertram McLean) - chitarra
- Willie Lindo - chitarra
- Ansel Collins - pianoforte, organo
- Wire Lindo - pianoforte, organo
- David Madden - tromba
- Vin Gordon - trombone
- Felix Deadly Headley - sassofono tenore
- Cedric Im Brooks - sassofono alto
- Robert Shakespeare - basso
- Sly Dunbar - batteria
- Sticky (Uzziah Thompson) - percussioni

Note aggiuntive
- Sonia Eloise Pottinger - produttore
- Registrato (e remixato) al Treasure Isle Recording Studio di Kingston, Jamaica
- Errol Brown - ingegnere della registrazione[1]